# Європейська конференція з питань штучного інтелекту
Європейська асоціація зі штучного інтелекту  (European Coordinating Committee for Artificial Intelligence, ECCAI) — асоціація, що представляє європейську науку у галузі штучного інтелекту.
Кожен парний рік, Європейська асоціація зі штучного інтелекту спільно з одним з членів асоціації ECCAI, організовує Європейську конференцію з ШІ. Ця конференція, скорочено ECAI, стала провідною для цієї області в Європі разом з IJCAI і AAAI.
Зареєстрований офіс асоціації знаходиться в Брюсселі, Бельгія.
Вищим органом в ECCAI є Загальні збори, на яких присутні представники всіх асоціацій-членів скликання. Нижче наведено список всіх засіданнях Генеральної Асамблеї до 2010 року

## Список минулих засідань Генеральної Асамблеї
- 2011-07-19 Барселона, Іспанія
- 2010-08-18 Лісабон, Португалія
- 2009-08-28 Белфаст, Північна Ірландія
- 2008-07-23 Патри, Греція
- 2007-08-24 Льовен, Бельгія
- 2006-08-30 Ріва дель Гарда, Італія
- 2005-08-02 Единбург, Шотландія
- 2004-08-25 Валенсія, Іспанія
- 2003-08-01 Бремен, Німеччина
- 2002-07-23 Ліон, Франція
- 2001-07-06 Прага, Чехія
- 2000-08-23 Берлін, Німеччина
- 1999-08-04 Стокгольм, Швеція
- 1998-08-26 Брайтон, Велика Британія
- 1997-04-25 Прага, Чехія
- 1996-08-15 Будапешт, Угорщина
- 1995-07-07 Париж, Франція
- 1994-08-11 Амстердам, Нідерланди
- 1993-09-01 Шамбері, Франція
- 1992-08-04 Відень, Австрія
- 1991-10-28 Палермо, Італія
- 1990-08-08 Стокгольм, Швеція
- 1989-04-18 Фолмер, Велика Британія
- 1988-08-04 Мюнхен, Німеччина
- 1987-08-27 Мілан, Італія
- 1986-07-21 Брайтон, Велика Британія
- 1985-09-23 Брюссель, Бельгія
- 1984-09-05 Піза, Італія
- 1983-08-08 Карлсруе, Німеччина
- 1982-07-14 Орсе, Франція (Конституційних зборів)

## Конференції ECAI
Конференції, що проводяться під егідою Європейського координаційного комітету з штучного інтелекту (ECCAI) організував один з членів суспільства. У журналі, що був заснований автором того ж суспільства, регулярно публікуються спеціальні випуски, в яких учасники конференції викладають тези своїх доповідей.
Конференція проводиться без перерви з 1974 року, спочатку під назвою AISB

## Перелік конференцій
У ретроспективі, першими зустрічами ECAI вважалися AISB конференції, які відбулись у:
- Брайтоні (1974),
- Единбурзі (1976),
- Гамбурзі (1978),
- Амстердамі (1980).

Конференції, що використовували ім'я ECAI були проведені в:
- Орсі (1982),
- Пізі (1984),
- Брайтоні (1986),
- Мюнхені (1988),
- Стокгольмі (1990),
- Відні (1992),
- Амстердамі (1994).

У 1996 році NJSZT, угорська АІ спільнота, організувало ECAI-96, який проходив у Будапешті.
У 1998 році SSAISB, огранізувало ECAI-98, який був проведений в Брайтоні.
- ECAI-2000 відбувся в Берліні, Німеччина
- ECAI-2002 в Ліоні, Франція.
- ECAI-2004 відбувся у Валенсії, Іспанія, 22-27 серпня 2004 року (організовано AEPIA і ACIA.)
- ECAI-2006 відбувся в Ріва дель Гарда (Трентіно), Італія. (організовано AI * IA та ЦМТ, Тренто, Італія.)
- ECAI-2008 відбувся в Патри, Греція. (організовано EETN)

## ECAI-2010
ECAI-2010 відбувся в Лісабоні, Португалія. (організовано APPIA)
На конференції виступали:
- Саріт Краус, університет Бар-Ілан, Ізраїль
- Жоао Marques-Сільва, University College Dublin, Ірландія
- Пол Е. Данна, Ліверпульський університет, Велика Британія
- Рина Dechter, Каліфорнійський університет, США
- Роберт Матееску, Microsoft Research в Кембриджі, Велика Британія
- Раду Марінеску, Університетський коледж в Корку, Ірландія
- Улле Endriss, Університет Амстердама, Нідерланди
- Ілкка Niemelä, Аалто університету, Фінляндія

На конференції досліджувались питання:
- Агенти і багатоагентні системи
- Когнітивне моделювання та взаємодія
- Обмеження і пошук
- Представлення знань і висновок
- Машинне навчання
- Модель на основі міркувань
- Обробка природної мови
- Сприйняття та спрацювання
- Планування та складання графіків
- Робототехніка
- Невизначеність в галузі штучного інтелекту
- Застосування ШІ

## ECAI-2012
Двадцята Європейська конференція з штучного інтелекту ECAI-2012 пройде в Монпельє, Франція. Вона буде організована лабораторією Монпельє інформатики, робототехніки та мікроелектроніки.
Основними доповідачами конференції будуть:
- Вольфрам Бургард
- Фрайбург, Німеччина
- Том Мітчелл, КМУ, США
- Аднан Дарвіч, UCLA, США

ECAI-2014 пройде в Празі, Чехія, та буде організована CSKI.

## Перелік матеріалів ECAI, починаючи з 2000 року, які вільно доступні в Інтернеті
- H. Coelho, R. Studer and M. Wooldridge (eds.): Proceedings of the 19th European Conference on Artificial Intelligence (ECAI 2010), IOS Press, Amsterdam, 2010. [Архівовано 24 червня 2012 у Wayback Machine.]
- A. Gomez-Perez and T. Agotnes (eds.): Proceedings of the 5th Starting AI Researcher Symposium (STAIRS 2010), IOS Press, Amsterdam, 2010.
- M. Ghallab, CD Spyropoulos, N. Fakotakis and N. Avouris (eds.): Proceedings of the 18th European Conference on Artificial Intelligence (ECAI 2008), IOS Press, Amsterdam, 2008. [Архівовано 4 липня 2012 у Wayback Machine.]
- A. Cesta and N. Fakotakis (eds.): Proceedings of the Fourth Starting AI Researchers' Symposium (STAIRS 2008), IOS Press, Amsterdam, 2008.
- G. Brewka, S. Coradeschi, A. Perini and P. Traverso (eds.): Proceedings of the 17th European Conference on Artificial Intelligence (ECAI 2006), IOS Press, Amsterdam, 2006. [Архівовано 4 липня 2012 у Wayback Machine.]
- A. Perini, L. Penserini and P. Peppas (eds.): Proceedings of the Third Starting AI Researchers' Symposium (STAIRS 2006), IOS Press, Amsterdam, 2006.
- López de Mántaras R. and Saitta L. (eds.): Proceedings of the 16th European Conference on Artificial Intelligence (ECAI 2004), IOS Press, Amsterdam, 2004. [Архівовано 3 липня 2012 у Wayback Machine.]
- E. Onaindia and S. Staab (eds.): Proceedings of the Second Starting AI Researchers' Symposium (STAIRS 2004), IOS Press, Amsterdam, 2004.
- Harmelen F.van (ed.): Proceedings of the 15th European Conference on Artificial Intelligence (ECAI 2002), IOS Press, Amsterdam, 2002. [Архівовано 3 липня 2012 у Wayback Machine.]
- T. Vidal and P. Liberatore (eds.): Proceedings of the Starting AI Researchers' Symposium (STAIRS 2002), IOS Press, Amsterdam, 2002.
- Horn W. (ed.): Proceedings of the 14th European Conference on Artificial Intelligence (ECAI 2000), IOS Press, Amsterdam, 2000. [Архівовано 3 липня 2012 у Wayback Machine.]
- Prade H. (ed.): Proceedings of the 13th European Conference on Artificial Intelligence (ECAI-98), Wiley, Chichester/London/New York, 1998.
- Wahlster W. (ed.): Proceedings of the 12th European Conference on Artificial Intelligence (ECAI-96), Wiley, Chichester/London/New York, 1996.
- Cohn AG (ed.): Proceedings of the 11th European Conference on Artificial Intelligence (ECAI94), Wiley, Chichester/London/New York, 1994.
- Neumann B. (ed.): Proc. of 10th European Conference on Artificial Intelligence (ECAI92), Wiley, Chichester/London/New York, 1992.
- Aiello L. (ed.): Proceedings of the 9th European Conference on Artificial Intelligence (ECAI-90), Pitman, London/Boston, 1990.
- Kodratoff Y. (ed.): Proceedings of the 8th European Conference on Artificial Intelligence (ECAI-88), Pitman, London/Boston, 1988.
- Proceedings of the 7th European Conference on Artificial Intelligence (ECAI-86), 2 vols, Brighton, UK, 1986.
- O'Shea T. (ed.): Proc. of 6th European Conference on Artificial Intelligence (ECAI-84), Elsevier, Amsterdam/New York, 1984.
- Proceedings of 1982 European Conference on Artificial Intelligence (ECAI-82), Orsay, France, 1982.